# اتاق عمل
اتاق عمل (به انگلیسی: Operating room) مکانی استریل در بیمارستان که فقط جهت کارکنان بخش استریل و تیم جراحی طراحی شده‌است و در گذشته به سالن آمفی تئاتر، تماشاخانه و محیط  غیر استریلی گفته می‌شد که در آن دانشجویان و بازدیدکنندگان اعمال جراحی را تماشا می‌کردند.

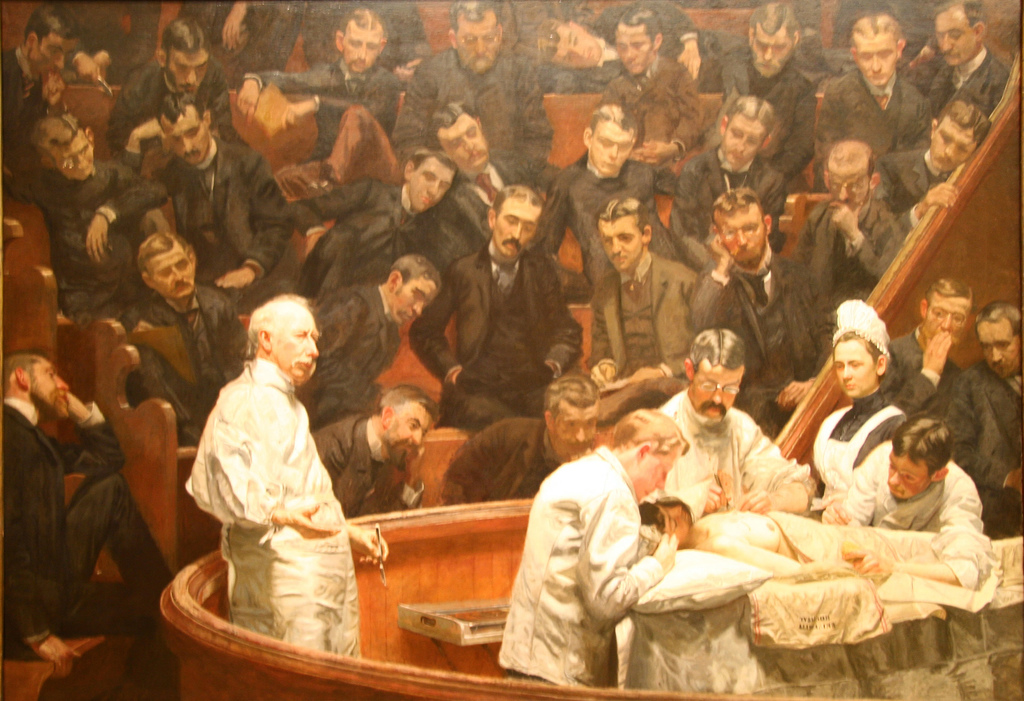
کلینیک اگنو ۱۸۸۹، توسط توماس ایکینز که ترتیب موجود در ردیف‌های تماشاگران را نشان می‌دهد که درحال تماشای جراحی هستند.

## تاریخچه

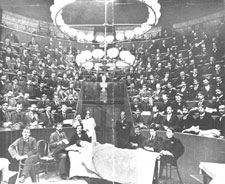

- در گذشته در سالن آمفی تئاتر صندلی بزرگی را به عنوان تخت عمل جراحی قرار می‌دادند و بازدیدکنندگان روند انجام عمل را پیوسته دنبال می‌کردند. جراحان با لباس‌های معمولی و با دستان برهنه (بدون دستکش استریل) و ابزارآلات غیر استریل جراحی می‌کردند.
- تنها در طول صد سال اخیر، اتاق عمل به عنوان یک مرکز اصلی جهت جراحی شناخته شده‌است. در اثر کوشش جراح انگلیسی، جوزف لیستر در سال ۱۸۶۷ میلادی، مرکز جراحی (اتاق عمل) به وجود آمد و اصطلاحاتی مانند عفونت زدایی، اتاق عمل و دفع عفونت مطرح گردید.[۲]
- در سال ۱۸۸۴ جراح آلمانی، گوستاو نوبر، مجموعه‌ای از قواعد لازم جهت استریلیزاسیون و شرایط آسپتیک ∗ از طریق استفاده از لباس، کلاه و پوشش کفش را ارائه کرد. وی در راستای ایجاد محیط عاری از میکروب، در داخل سالن‌های اتاق عمل از فیلتر به همراه جریان هوای گرم استفاده و بیماران آلوده و غیرآلوده را از یکدیگر مجزا نمود.
- در سال ۱۸۹۰ میلادی، دستکش جراحی توسط ویلیام هالستد ارائه گشت.
- عمل جراحی استریل، در ایالات متحده آمریکا توسط چارلز مک‌برنی پیشگام گشت.

## تجهیزات اتاق عمل

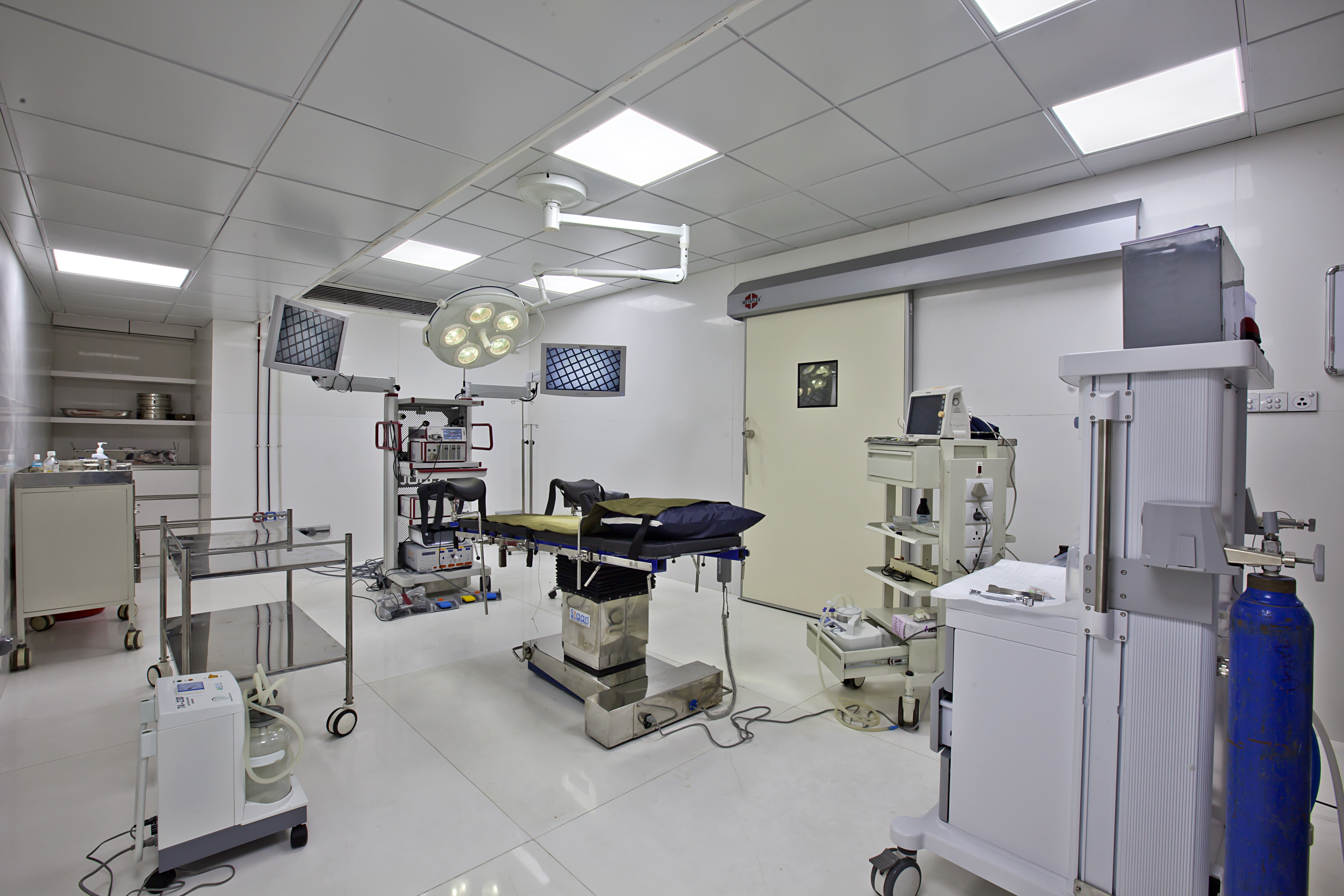
تجهیزات موجود در اتاق عمل

- تخت جراحی که در وسط اتاق قرار دارد باید قابلیت تنظیم ارتفاع و تمایل به سمتی خاص را داشته باشد و به راحتی به پوزیشن‌های متنوع جراحی∗ درآید.
- چراغ‌های اتاق عمل(چراغ سیالکتیک)∗ باید نور روشن و بدون سایه ایجاد کنند. همچنین نور چراغ سیالتیک نباید به گونه‌ای باشد که موجب خستگی چشم‌ها شود.
- ماشین بیهوشی در بالای قسمت سرتخت جراحی قرار بگیرد؛ این ماشین توسط لوله‌هایی با بیمار در ارتباط است و به فرایند تنفس بیمار در طول جراحی کمک می‌کند و مانیتورها نیز به فرایند اندازه‌گیری گازهای مخلوط در مدار بیهوشی کمک می‌کنند.
- ابزارهای جراحی استریل مورد استفاده در طول عمل، بر روی میزی استریل قرار می‌گیرند.
- وجود دستگاه الکتروکوتر در اتاق عمل این امکان را ایجاد می‌کند تا بافت بیمار توسط جریان پرفشار برش داده شده و هم‌زمان امکان بندایش خون نیز باشد تا مقدار خون‌ریزی به حداقل برسد.
- دستگاه ساکشن باید در اتاق موجود باشد تا ترشحات بیمار را از ناحیه عمل خارج سازد.

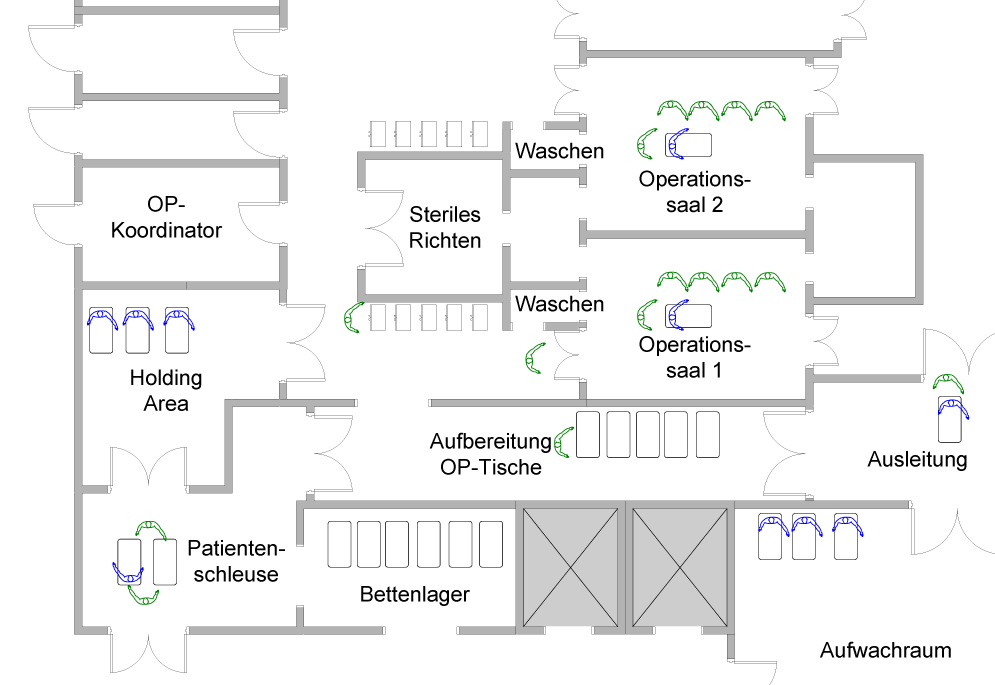
نمونه طراحی از اتاق عمل استاندارد

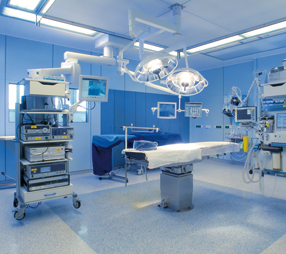
ساختار طراحی و ایمنی اتاق عمل

## طرح اتاق عمل
اتاق‌های عمل با درهای دوطرفه از هم جدا می‌شوند و فقط تیم جراحی اجازه ورود و خروج به این محدوده را دارد. احتیاط‌های خارجی شامل رعایت اصول استریلیته محیط عمل و کنترل رفت و آمد می‌شود. برای اینکه اتاق عمل بهترین شرایط را داشته باشد، آن را در قسمتی از بیمارستان قرار می‌دهند تا مکمل سایر بخش‌ها بمانند پاتولوژی و آزمایشگاه باشد.
- در طراحی باید دقت شود که جهت رفت‌وآمد یک طرفه و از داخل به خارج اتاق عمل باشد.[۴]
- طرح و  بنای اتاق عمل در همه بیمارستان‌ها یکسان نیست و نمی‌توان از یک نقشه و طرح مشخص جهت ساختن اتاق عمل در همه بیمارستان‌ها استفاده نمود اما یکسری اصول کلی و مشترک وجود دارند.
- یکی از اساسی‌ترین مواردی که باید در طراحی و ساخت هر اتاق عمل رعایت شود، کنترل عفونت می‌باشد.[۵]
- محل قرارگرفتن اتاق‌های عمل در بیمارستان‌ها از مهم‌ترین شاخص‌های اثرگذار بر بهره‌وری و نیز رعایت اصولی سیکل درمان بیماران و نیز مقوله‌های دیگری از جمله کنترل عفونت‌های بیمارستانی و مهندسی ارزش، در منابع تأسیساتی می‌باشد.
- اتاق‌های عمل را تا حدود دو دهه پیش به بالاترین طبقات ساختمانی منتقل می‌نمودند و برای این کار نیز دلایلی مانند دور بودن از مسیر رفت و آمد عمومی، دور بودن از جریان هوای آلوده بین بخش‌ها وجود داشت.
- اتاق‌های عمل برای سهولت دسترسی همه بخش‌ها به آن، باید در طبقات میانی ساختمان اصلی گنجانده شود.
- سهولت دسترسی اتاق‌های عمل با سایر بخش‌های بیمارستانی (و به ویژه ریکاوری) باید در نظر گرفته شود.
- بخش اتاق عمل، کاملاً بسته و ایزوله بوده و در مسیر رفت و آمد با دیگر بخش‌ها قرار نگیرد.
- در بیمارستان‌های نظامی، محل قرارگیری مجموعه اتاق‌های عمل تعاریف خود را بر اساس طرح دفاعی (طرح پدافندی) و مانند آن دارد.[۶]

### ساختار طراحی و ایمنی اتاق عمل
- دیوار اتاق عمل باید نیمه مات و به رنگ سبز یا آبی روشن و قابل شستشو در نظر گرفته شود. این دیوارها فاقد لبه و طاقچه باشد.
- کف اتاق عمل باید ضد الکتریسیته و با قابلیت شستشو بوده و مقاومت در برابر مواد شیمیایی را داشته باشد.
- جهت مواجهه با قطع شدن برق، مجموعه اتاق عمل به سیستم اورژانس روشنایی یا ژنراتور اضطراری مجزا از سایر قسمت‌های بیمارستانی مجهز باشد.

### تجهیزات الکتریکی
باید از  شبکه‌های IT (سیستم ضد برق گرفتگی شناور) که مجهز به کلید محافظ جان و ترانسفورماتور ایزوله‌اند استفاده شود و حتی‌المقدور تمامی بدنه‌های هادی دستگاه‌ها دارای عایق بندی مضاعف باشند.

### درها
بهترین نوع آن تاب‌دار ∗ بوده تا با وارد کردن اندکی فشار به راحتی باز و بسته گردند. با هر باز و بسته شدن در، شمار زیادی میکروارگانیسم وارد محدوده و موضع جراحی می‌گردد که ممکن است از راه لباس‌ها و وسایل و تجهیزات جراحی به موضع عمل راه یابند.

### سقف
حداقل ارتفاع کف تا سقف اتاق عمل ۳ متر می‌باشد. پوشش سقف باید آکوستیک (گیرنده اصوات) بوده و قابلیت شستشو داشته باشد.

### روشنایی
- نور طبیعی
- چراغ سیالیتیک

تامین نور از راه چراغ‌های سقفی سیالیتیک برای موضع جراحی، رایج‌ترین روش روشنایی در اتاق عمل می‌باشد.

### ساعت
وجود ساعتی که علائم هشدار دهنده در اثر گذشت زمان را نشان دهد، می‌تواند در اتاق عمل مفید واقع گردد.

### خطرآتش‌سوزی
خطر آتش‌سوزی در اتاق عمل به سه دلیل می‌باشد: منبع آتش‌زا، منبع اکسیژن و مکانیسمی که باعث جرقه شود. تیم جراحی برای کنترل آتش، باید آموزش‌های لازم را دیده باشند. نگهداری وسایل و گازهای بیهوشی باید درست بوده و مداوم کنترل گردد.
- اتاق عمل باید مجهز به سیستم اطفاء حریق باشد.

وجود اتاق‌های زیر ضروری می‌باشد:
1. مکانی جهت شستن دست‌ها
2. اتاق استریل مرکزی

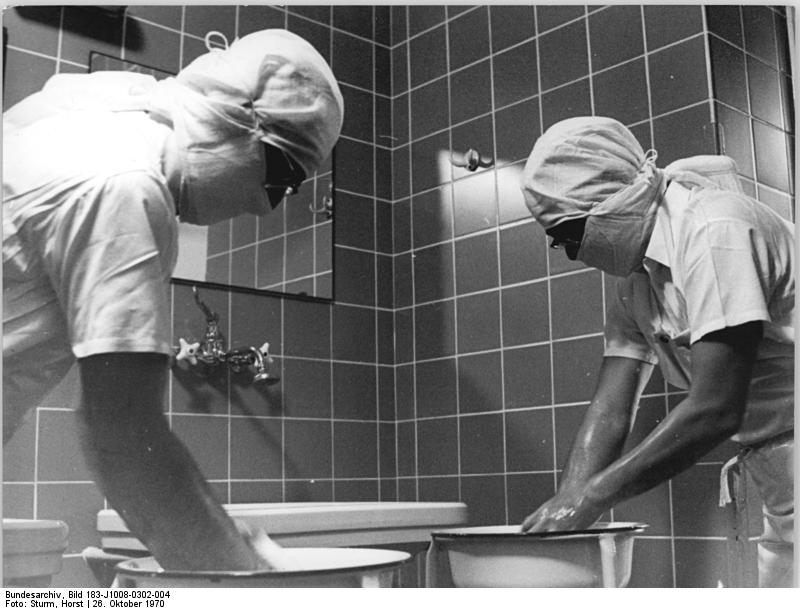
اتاق اسکراب (شستن دست)

3. اتاق ریکاوری: نزدیک به اتاق عمل بوده و در مواقع اورژانسی وسایل مورد نیاز از اتاق عمل به آنجا منتقل یا بیمار دوباره به اتاق عمل بازگردانده می‌شود.[۸]
4. اتاق آموزشی
5. اتاق بیهوشی
6. اتاق اسکراب
7. اتاق رختکن برای تیم جراحی که کلیه اعضا آن باید قبل از ورود به اتاق عمل از رختکن عبور کنند.

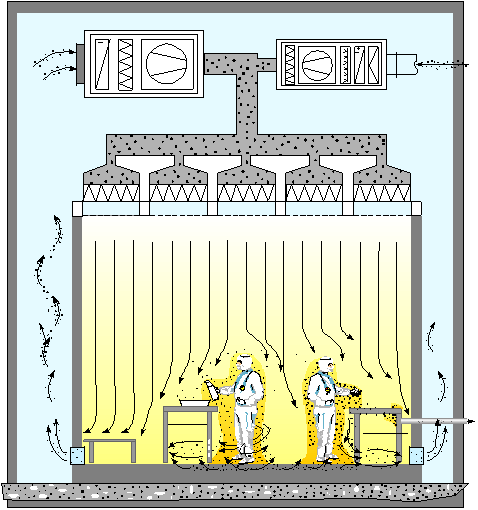
تهویه به روش لایه‌ای یا لامینار و ایجاداتاق تمیز

## تهویه اتاق عمل
در اتاق عمل نمی‌توان از تهویه طبیعی استفاده کرد، زیرا این نوع از تهویه امکان ورود گرد و غبار و میکروب‌ها را به اتاق عمل ممکن می‌سازد. اگر یک سیستم مناسب تصفیه هوا در داخل اتاق عمل تعبیه گردد، به‌طور چشمگیری میزان میکروارگانیسم‌های موجود در داخل اتاق را کاهش می‌دهد. این سیستم باید بتواند هوای کثیف و آلوده اتاق عمل را به بیرون هدایت کند.

انواع تهویه در اتاق عمل
1. لایه‌ای یا لامینار :روش پرهزینه ولی بسیار مؤثر که هوای اتاق عمل در این شیوه۴۰۰ تا ۵۰۰ بار در ساعت تعویض می‌گردد. میزان عفونت در این شیوه به کمتر از ۱٪ کاهش می‌یابد.
2. چارنلی(Charnley):تیم جراحی و بیمار در محیط جداگانه‌ای قرار گرفته و با کوچک‌تر شدن این محیط نسبت به روش‌های دیگر ذرات گرد و غبار و آلودگی کم تر می‌شود. این نوع از تهویه در هر ساعت ۳۰۰ بار هوای اتاق را تعویض می‌کند.
3. استفاده مجدد: قسمتی از هوای خروجی پس از تصفیه، دوباره به محیط اتاق عمل بازمی گردد.[۱۱]
4. تهویه پلنوم

- استفاده از فیلتر هپا در روند تهویه هوا در اتاق عمل بسیار کارآمد بوده سیستم تهویه باید بگونه‌ای باشد که منجر به تخلیه بوها و هوای آلوده به وسیلهٔ تبادل آن و به مقدار حداقل ۱۵ بار در ساعت باشد.

راهبردهای کارآمد در تهویه هوای اتاق عمل
1. اتاق عمل باید، تحت فشار مثبت قرار گیرد.
2. ورود جریان هوا از سمت سقف و خروج آن نزدیک به کف زمین باشد.
3. بهتر است در داخل اتاق عمل پنجره وجود نداشته باشد.
4. ورود پرسنل به اتاق عمل فقط به پرسنل ضروری جهت عمل محدود شود.

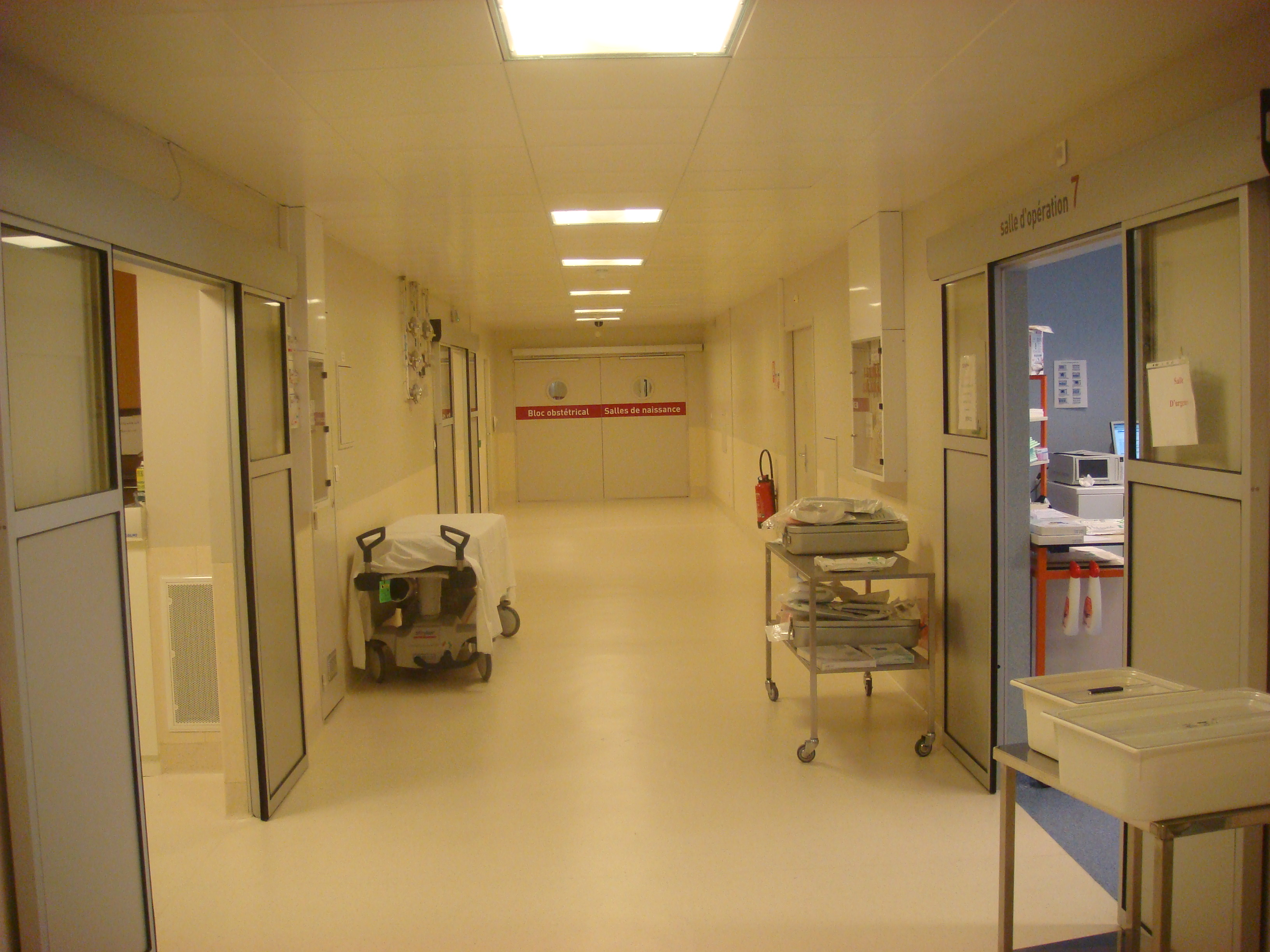
منطقه تمیز (طرح هسته مرکزی در اتاق عمل)

## محدوده‌های اتاق عمل
ساختمان اتاق عمل دارای سه منطقه مشخص می‌باشد.
1. منطقه غیر استریل یا آلوده:بوسیله خط قرمز از منطقه استریل مجزا می‌شود.
2. منطقه تمیز: این بخش توسط راهرو به اتاق عمل متصل می‌شود.
3. منطقه استریل:فقط پرسنل اتاق عمل و کلیه کسانی که لباس مخصوص اتاق عمل دارند و در حالی که ماسک بر دهان دارند، می‌توانند در این مکان حضور داشته باشند. در این منطقه اعمال جراحی صورت می‌گیرد و باید تلاش گردد که کمترین میزان آلودگی به این مکان وارد شود.[۱۲]

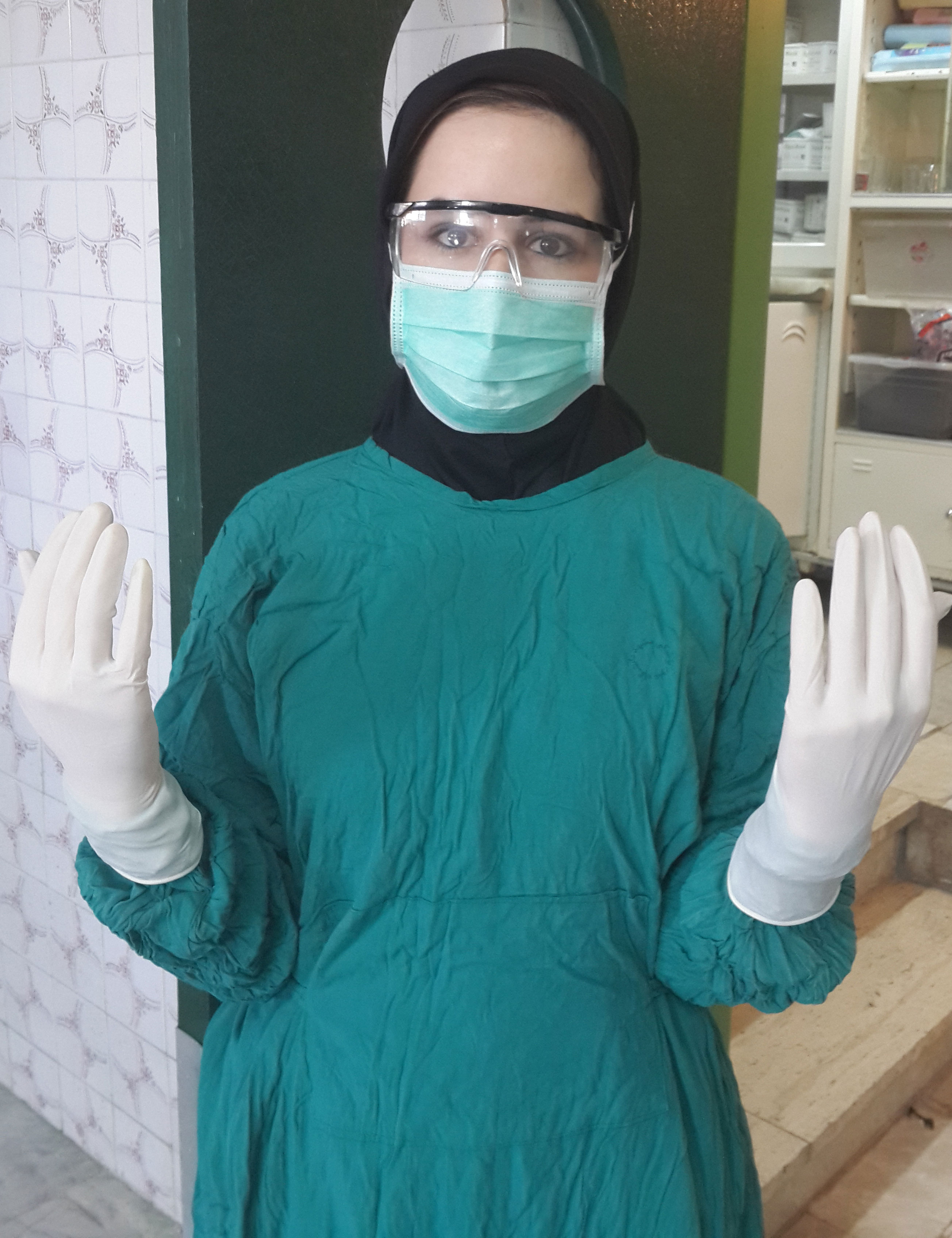
آمادگی تیم‌جراحی در اتاق عمل

قانون و اصل خط قرمز

این قانون بیانگر آن است که بعد از خط قرمز مشخص شده فقط اعضای تیم جراحی و کارکنان اتاق عمل حق عبور داشته و افراد عادی اجازه ورود به منطقه تمیز یا منطقه استریل را ندارند.

## آلودگی صوتی در اتاق عمل
سر و صدا می‌تواند برای بیمار و تیم جراحی آزاردهنده باشد. ادامه این روند می‌تواند به تداخل ارتباطی تیم جراحی یا سهل انگاری نسبت به صدای آلارم مانیتور شود.

این سر و صدای تولید شده می‌تواند به ایجاد صدای مشابه کمک کرده و جراح در شرایط حیاتی، نتواند دوز مشخص از داروهاو یا میزان فشار خون بیمار را به‌درستی درک کند.

محققان بر ایجاد محیطی برای ارتباط شفاف و روشن در اتاق عمل جهت سلامت جان بیمار تأکید می‌کنند.
- منابع این آلودگی صوتی شامل دستگاه ساکشن، موزیک، ابزارآلات پر سر و صدا و بزرگ، صدای ناشی از خرابی دستگاه‌ها و به هم خوردن اجزای آن و مکالمات اضافی بین اعضای تیم جراحی باشد.پرستار سیار نیز باید جهت رفع صدای ناشی از محیط خارج از محدوده استریل اتاق عمل، از بسته بودن درب‌های اتاق اطمینان حاصل کند.

### موزیک
- موزیک می‌تواند سبب آرامش روانی برای بیمار و عاملی محرک برای تیم جراحی باشد.[۱۴]

## آمادگی
- رعایت بهداشت فردی کارکنان اتاق عمل، مهم‌ترین عامل جلوگیری از آلودگی محیط است.
- افراد حاضر در اتاق جراحی باید لباس مخصوص اتاق عمل را بر تن داشته باشند تا از رساندن عامل عفونت  به محل عمل، جلوگیری نمایند.
- کلاه مخصوص برای سر، که موها را به‌طور کامل بپوشاند.
- ماسک جراحی که جلوی انتشار بخار و تنفس دهانی را بگیرد.
- وجود دستکش استریل برای افرادی که با بیمار تماس مستقیم دارند.
- عینک مخصوص نیز باید توسط تیم استریل مورد توجه قرار گیرد.
- استفاده از جواهرآلات در اتاق عمل ممنوع بوده و شامل ساعت مچی، گردنبند، گوشواره یا انگشتر نیز می‌شود.

## رفتار در اتاق عمل
- مقاوم بودن در برابر استرس.
- درک نیازهای مددجو در پیش و پس از عمل جراحی.
- آگاهی به اهمیت کار گروهی و توانایی همکاری تیم جراحی.
- حمل و جابجایی وسایل استریل مهم‌ترین روند در فرایند تکنیک آسپتیک بوده و کارکنان اتاق عمل موظف به اجرای این قوانین می‌باشند.

## نظافت اتاق عمل
اتاق عمل تنها جایی است که اگر در مورد نظافت آن سهل انگاری شود عواقب ناگواری را دربر خواهد داشت و جان بیماران زیادی را در خطر خواهد انداخت، بنابراین در مورد نظافت آن باید دقت کامل شود.

هر روز باید وسایل و کف اتاق عمل نظافت گردد.

### روش‌های نظافت اتاق عمل
- به‌طور کامل
- نظافت سریع بین دو عمل و جهت اطمینان از عدم آلودگی برای اعمال بعدی

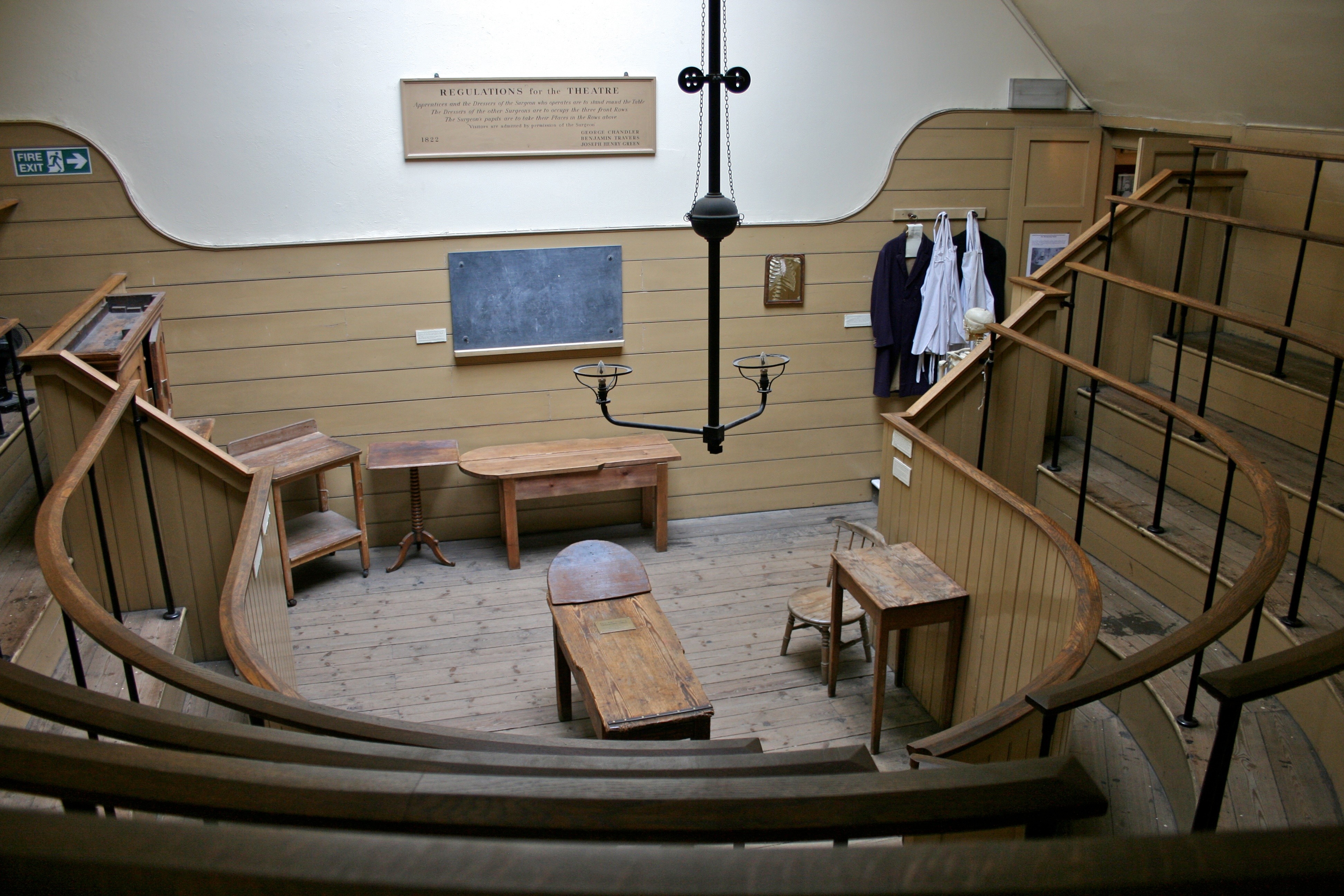
این اتاق عمل در سال ۱۸۲۲، در لندن ساخته شد

 نظافت اتاق عمل هنگام جراحی مجاز نمی‌باشد و در صورت ضرورت، باید بسیار سریع انجام گیرد.

## حفظ بقا اتاق‌های عمل
در حالی که اتاق‌های عمل قدیمی (تئاترهای جراحی)، دیگر مورد استفاده جراحی قرار نمی‌گیرند، برخی از آن‌ها هنوز موجود هستند. یکی از قدیمی‌ترین اتاق‌های عمل، اتاق عمل قدیمی در لندن است. این اتاق عمل در سال ۱۸۲۲ ساخته شد و هم‌اکنون یکی از موزه‌های تاریخ جراحی می‌باشد. اتاق دیگری در دانشگاه پادووا ایتالیا در پلازوبو وجود دارد.
کالبدشناسی بنام گیرولامو فابیزیو دی آکواپندنت در سال ۱۵۹۴ این اتاق را اداره می‌کرد. اتاق عمل مشهور دیگری در اِتر دُم شهر بوستون، ماساچوست وجود دارد که در سال ۱۸۲۴ ساخته شده که هم‌اکنون یک اتاق کنفرانس بوده و جاذبه توریستی دارد.

## پاورقی
- ^ Aseptic technique
- ^ Surgical positions
- ^ Surgical lights
- ^ Sliding Doors